# HTMS Thonburi
HTMS Thonburi — корабль береговой обороны Королевского флота Таиланда. Находился на вооружении с 1938 по 1941 год, участвовал во франко-таиландской войне, был сильно повреждён в бою у Ко-Чанга и сел на мель. Затем служил несамоходным штабным кораблем.

## Строительство и служба
В 1930-х годах Королевский сиамский флот преследовал планы по модернизации и расширению своих ограниченных сил. Расширение ВМС было одобрено парламентом в 1935 году, и на закупку нового оборудования было выделено 18 миллионов батов. В декабре 1935 года военно-морской флот заключил контракт с японской судостроительной корпорацией Kawasaki в Кобе на строительство двух кораблей береговой обороны за 5,727 млн бат. «Шри Аютья» был доставлен 16 июня 1938 года и введен в эксплуатацию 19 июля; однотипный с ним «Тонбури» вступил в строй в октябре того же года.
Когда в конце 1940 года началась франко-тайская война, военно-морской флот включил «Шри Аютью» и «Тонбури» в состав Первой эскадры, которой было поручено патрулировать восточные воды для пресечения возможных французских атак. В ночь на 14 января группа во главе с «Тонбури» отплыла с военно-морской базы Саттахип, чтобы сопроводить «Шри Аютью» и конвой, который находился на острове Ко Чанг в провинции Трат. Они встретились на следующее утро, и группа «Шри Аютьи» вернулась в Саттахип. Два дня спустя, на рассвете 17 января, «Тонбури» и другие корабли в группе были задействованы в бою с военно-морскими силами Франции в битве при Ко Чанге.
Французское соединение в составе лёгкого крейсера «Ламотт-Пике» и четырёх авизо атаковало тайские корабли рано утром 17 января 1941 года. Первый удар пришёлся на тайские миноносцы, которые были быстро потоплены. Затем в 6:45 началась артиллерийская дуэль между «Ламотт-Пике» и «Тонбури». Формально 203-мм орудия тайского броненосца представляли серьёзную опасность для практически не бронированного французского крейсера, принадлежавшего к типу «Дюгэ Труэн». Но стрельба тайского корабля с самого начала была неэффективна, в то время как французы добились первых попаданий с четвёртого залпа. Был убит командир броненосца, большие потери понес экипаж, на корабле начался пожар, а кормовая башня вышла из строя. Корабль лишился управления, начал описывать циркуляцию и совершил полных три круга, пока не удалось восстановить управление. Несколько позже к обстрелу «Тонбури» присоединились французские авизо, но существенного успеха не добились. «Ламотт-Пике» продолжал вести огонь и добивался новых попаданий. За время боя им выпущено 450 снарядов и безуспешно — 6 торпед. «Тонбури» выпустил около 100 снарядов, не добившись ни одного попадания. Тяжело повреждённый «Тонбури» начал отход, при этом французы не могли преследовать его из-за мелководья и в 7:50 повернули в открытое море, опасаясь тайских ВВС. 
Однако когда тайские бомбардировщики прибыли к месту боя уже после ухода французов, то по ошибке отбомбились также по «Тонбури», причём успешно — добившись одного попадания. Отойдя к устью реки Чантабун, броненосец в 9:50 сел на грунт на глубине 6 метров. В экипаже было 20 погибших.
Летом 1941 года корабль был поднят и служил поочередно блошкивом, несамоходным штабным кораблем, плавбазой. Сдан на слом в 1967 году.
Носовая надстройка и башня главного калибра установлены в качестве мемориала на территории военно-морской академии Таиланда в Пак-Нам, где сохраняются по настоящее время.

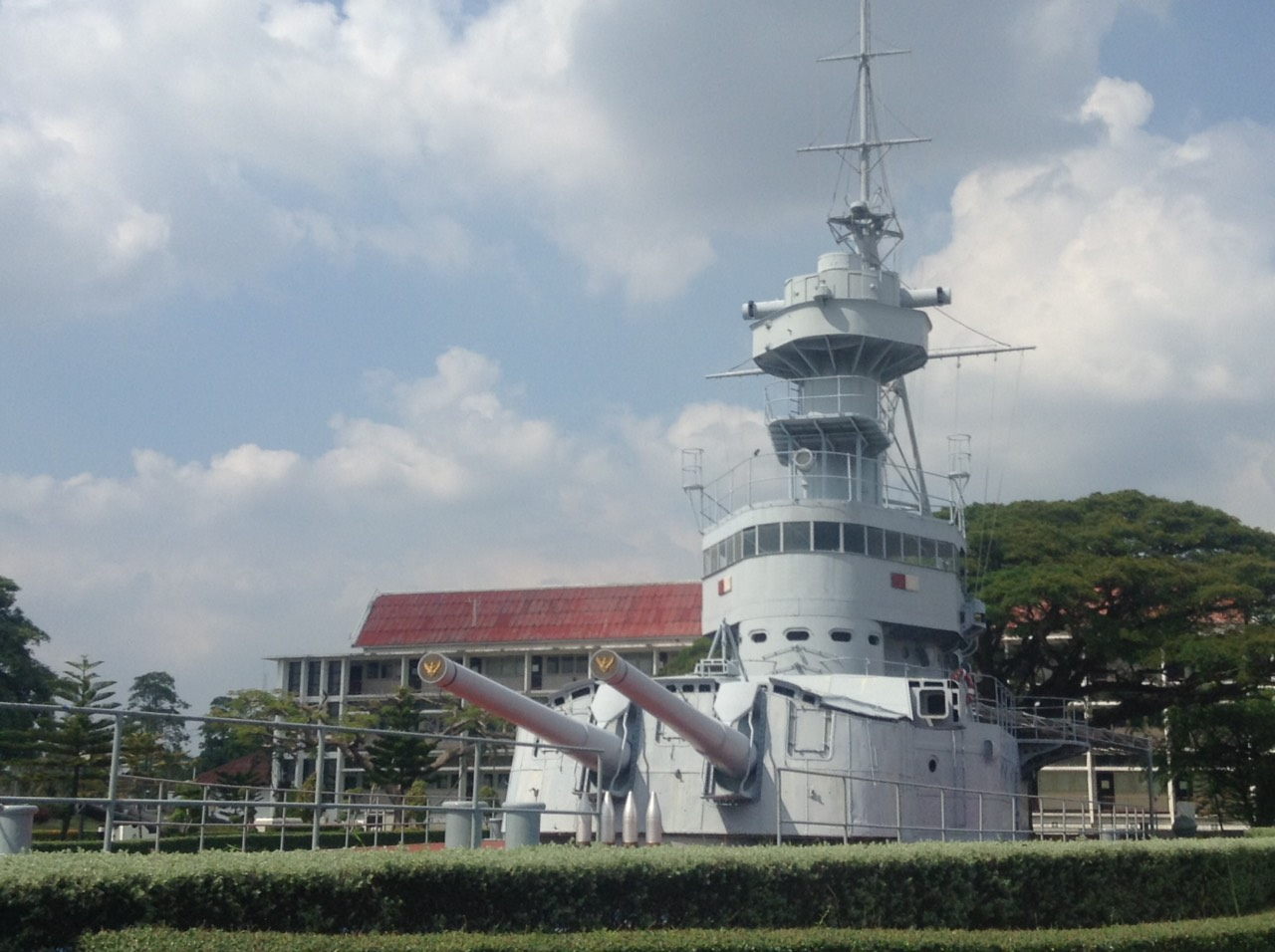
Носовая надстройка и башня Thonburi